# پائولو گروسی (بازیکن فوتبال)
پائولو گروسی (انگلیسی: Paolo Grossi؛ زادهٔ ۲۹ مهٔ ۱۹۸۱) بازیکن فوتبال اهل ایتالیا است.
از باشگاه‌هایی که در آن بازی کرده‌است می‌توان به باشگاه فوتبال هلاس ورونا، باشگاه فوتبال ویرتوس لانچانو، باشگاه فوتبال برشا، باشگاه فوتبال روبور سیه‌نا، باشگاه فوتبال پرو ورچلی، باشگاه فوتبال ترنانا، و باشگاه فوتبال وارزه اشاره کرد.